# Centro e Escola de Guerra Especial John F. Kennedy
O Centro e Escola de Guerra Especial John F. Kennedy do Exército dos EUA (em inglês:  John F. Kennedy Special Warfare Center and School, SWCS) – conhecido informalmente como "Swicks" – é um centro de treinamento do Exército dos Estados Unidos. Seu atual comandante é o Major-General Jason C. Slider.
O SWCS treina e educa principalmente os militares do Exército dos Estados Unidos para o Comando de Operações Especiais do Exército dos Estados Unidos e o Comando de Operações Especiais dos Estados Unidos, que inclui pessoal das Forças Especiais, Assuntos Civis e Operações Psicológicas. Seu objetivo é recrutar, avaliar, selecionar, treinar e educar os soldados de Assuntos Civis, Operações Psicológicas e Forças Especiais do Exército dos EUA, fornecendo treinamento e educação, desenvolvendo doutrina, integrando capacidade de desenvolvimento de força e fornecendo gerenciamento de carreira.

## História
O comando teve origem em 1950, quando o Exército dos EUA desenvolveu a Divisão de Guerra Psicológica (em inglês:  Psychological Warfare, PSYWAR) da Escola Geral do Exército em Fort Riley, no Kansas. O Centro e Escola de Guerra Psicológica do Exército dos EUA, que incluía unidades táticas operacionais e uma escola sob o mesmo guarda-chuva, mudou-se para Fort Bragg em 1952. O centro foi proposto pelo então chefe de guerra psicológica do Exército, Robert A. McClure, para fornecer apoio doutrinário e treinamento para guerra psicológica e não-convencional. Em 1956, o Centro e Escola PSYWAR foi renomeado para Centro de Guerra Especial do Exército dos EUA/ Escola de Guerra Especial do Exército dos EUA. A escola foi encarregada de desenvolver a doutrina, as técnicas, o treinamento e a educação dos militares das Forças Especiais e Operações Psicológicas. Em 1960, as responsabilidades da escola se expandiram para operações de contrainsurgência. Em 1962, o Centro de Guerra Especial criou um Grupo de Treinamento de Forças Especiais para treinar praças voluntários para tarefas operacionais dentro das unidades das Forças Especiais. O Comitê de Treinamento Avançado foi formado para explorar e desenvolver métodos de infiltração e exfiltração. Em 16 de maio de 1969, a escola foi renomeada para Instituto de Assistência Militar do Exército dos EUA. O currículo foi expandido para fornecer treinamento em paraquedismo em alta altitude e baixa abertura (HALO) e operações de mergulho autônomo. O instituto era composto pela Escola FE, Operações Psicológicas, Escola de Conselheiros de Treinamento de Assistência Militar, Escola de Contra-Insurgência, Escola de Guerra Não-Convencional e Departamento de Treinamento de Não-Residentes.
Em 1º de abril de 1972, a Escola de Assuntos Civis do Exército dos EUA foi transferida de Fort Gordon, na Geórgia, para Fort Bragg, para começar a operar sob a égide do centro. Em 1973, o centro foi designado para o novo Comando de Treinamento e Doutrina do Exército dos EUA (em inglês:  Training and Doctrine Command, TRADOC). Em 1º de junho de 1982, o Chefe do Estado-Maior do Exército aprovou a separação do centro como uma atividade independente do TRADOC sob o nome de Centro de Guerra Especial John F. Kennedy do Exército dos EUA (em inglês:  Special Warfare Center, SWC). O SWC integrou operações especiais aos sistemas, treinamento e operações do Exército, tornando-se a escola proponente das Forças de Operações Especiais do Exército.
Em 1985, o SWC foi reconhecido como Centro e Escola de Guerra Especial John F. Kennedy do Exército dos EUA (SWCS). A principal mudança nessa época foi a criação de seis departamentos de treinamento: Forças Especiais; Habilidades Avançadas de Operações Especiais; Sobrevivência, Evasão, Resistência e Fuga; Oficial de Área Estrangeira; Assuntos Civis; e Operações Psicológicas. Alguns anos depois, foi instituída a Academia de Suboficiais. Em 20 de junho de 1990, o SWCS foi transferido do TRADOC para o Comando de Operações Especiais do Exército dos EUA. Esta designação deu ao Comando de Operações Especiais do Exército dos EUA o controle de todos os componentes das SOF, com exceção das unidades emdesdobramento avançado.

## Visão geral

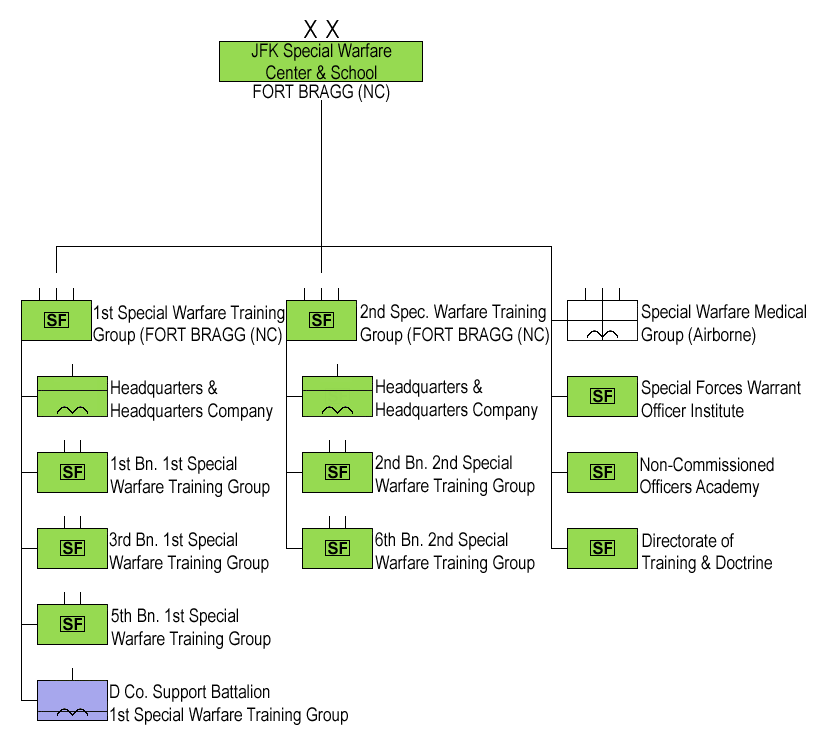
Organograma da estrutura do SWCS em 2020.

O Centro e Escola de Guerra Especial John F. Kennedy do Exército dos EUA (SWCS) em Fort Bragg, na Carolina do Norte, gerencia e fornece treinamento, educação e crescimento para soldados nos ramos de operações especiais do Exército. O centro possui 2.425 efetivos autorizados, sendo 1.891 militares e 534 civis.
Aproximadamente 3.100 alunos estão matriculados nos programas de treinamento do SWCS a qualquer momento. O SWCS também mantém o Instituto de Suboficiais das Forças Especiais e a Academia de Suboficiais David K. Thuma. Embora a maioria dos cursos seja ministrada em Fort Bragg, a SWCS também tem instalações e relacionamentos com instituições externas. O SWCS oferece 41 cursos diferentes, incluindo cursos de Assuntos Civis, Operações Psicológicas, Forças Especiais e Apoio Cultural. Os cursos de habilidades avançadas incluem treinamento de mergulho de combate em Key West, na Flórida, treinamento de sniper em Fort Bragg e treinamento militar de queda livre no Campo de Provas de Yuma, no Arizona. 
Estudos regionais e educação constituem a Fase II dos cursos de qualificação dos três ramos. Esta fase dura de 18 a 24 semanas, dependendo da categoria de idioma (CAT) atribuída. Os alunos designados para idiomas CAT I ou II, como espanhol, francês e indonésio, passam 18 semanas de estudo com o objetivo final de atingir uma pontuação de 2 na Escala da Mesa Redonda de Idiomas Interinstitucional (em inglês:  Interagency Language Roundtable, ILR). Os alunos passam 24 semanas estudando idiomas CAT III ou IV, como árabe, mandarim, tagalo, persa, coreano, tailandês, pashto ou urdu, com o objetivo final de atingir uma pontuação ILR de III ou IV (indicando proficiência profissional). Todos os alunos devem passar por uma Entrevista de Proficiência Oral (OPI) antes de passar para a próxima fase do curso de qualificação. O Instituto de Línguas de Defesa auxilia com esse ensino de idiomas.
No ano 2000, o SWCS revisou o Manual de Campanha do Exército 3-05.30, Operações Psicológicas (PSYOP), e o disponibilizou na Biblioteca Digital de Treinamento e Doutrina Reimer. O novo manual foi uma revisão e renumeração do antigo FM 33-1, e fornece a base para a doutrina PSYOP americana. Delineando os procedimentos de planejamento de PSYOP, o emprego de forças de PSYOP e as operações de inteligência e apoio logístico de PSYOP, o FM 3-05.30 não se destinou ao uso exclusivo da comunidade PSYOP. Em grande parte, ele se destina a comandantes apoiados em todos os níveis, independentemente de seu ramo de serviço. Apresenta os princípios das operações psicológicas, tal como devem operar em apoio ao comandante e demonstrando o impacto das PSYOP no ambiente operacional. Como proponente da doutrina e treinamento PSYOP, a SWCS publicou também o FM 3-05.301,Táticas, técnicas e procedimentos de operações psicológicas, para disseminar as táticas, técnicas e procedimentos específicos necessários no planejamento e condução de PSYOP.
| Nome                                                          | Abreviação | Descrição |
| ------------------------------------------------------------- | ---------- | --- |
| 1º Grupo de Treinamento de Guerra Especial (Aerotransportado) | 1º SWTG(A) | Oferece treinamento e educação de nível básico. |
| 2º Grupo de Treinamento de Guerra Especial (Aerotransportado) | 2º SWTG(A) | Oferece treinamento e educação avançados. |
| Grupo Médico de Guerra Especial (Aerotransportado)            | SWMG(A)    | Junto com o Instituto Médico de Operações Especiais Navais (NSOMI), compõe o Centro de Treinamento Médico de Operações Especiais Conjuntas (JSOMTC). Educa e treina médicos de combate de operações especiais SOCMs. |
| Instituto de Suboficiais das Forças Especiais                 | WOI        | Educa, orienta e fornece treinamento para se tornar um subtenente comissionado no Exército dos EUA, Especialidade Ocupacional Militar (MOS) 180A. Ministra cursos avançados de educação e treinamento para suboficiais de nível médio e sênior das Forças Especiais. Serve como um catalisador para pesquisa e desenvolvimento do profissionalismo dos suboficiais. |
| Academia de Oficiais Não-Comissionados David K. Thuma         | NCOA       | Desenvolve e conduz cursos de Líder Guerreiro, Líder Avançado e Líder Sênior para suboficiais de operações especiais do Exército. |
| Diretoria de Treinamento, Doutrina e Proponência              | DOTD       | O DOTD é uma organização híbrida que lida com doutrina, proposição de pessoal e necessidades futuras de treinamento, liderança e educação das Forças de Operações Especiais do Exército. É composto pela antiga Diretoria de Treinamento e Doutrina, Diretoria de Proponência de Operações Especiais e o Centro de Integração de Capacidades de Operações Especiais do Exército. O DOTD tem três departamentos: Assuntos Civis, Operações Psicológicas e Forças Especiais. Para os requisitos gerais do ARSOF, há três elementos principais no DOTD: Centro de Integração de Capacidades de Operações Especiais do Exército (ARSOCIC), Política e Programas de Pessoal (PPP), e Treinamento, Desenvolvimento de Líderes e Educação (TLDE). |
| Célula de Apoio à Educação                                    | ESC        | O ESC é uma equipe de especialistas que promove a implementação do Modelo de Aprendizagem do Exército 2015 e apoia a melhoria contínua por meio de assistência curricular, assistência instrucional e assistência de coleta/gerenciamento de dados. |
| Escritório Internacional de Estudantes Militares              | IMSO       | A IMSO fornece e coordena apoio a estudantes militares internacionais, promove uma impressão favorável do estilo de vida americano, e apoia os objetivos do Programa de Treinamento de Assistência à Segurança por meio da implementação de vários programas internacionais, administração, cursos, estudos de campo e patrocínios. |
| Escritório de Educação Voluntária                             | VEO        | Fornece informações sobre programas de educação voluntária, o programa de assistência de ensino do Exército, e procedimentos relacionados ao AT do Exército para soldados do Comando de Operações Especiais do Exército dos EUA. |
| Escritório de Gestão de Pós-Graduação                         | GMO        | Oficiais, suboficiais e sargentos qualificados da ARSOF terão a oportunidade de concorrer a um mestrado de acordo com os cronogramas de carreira e educação militar profissional apropriados. Dois dos programas específicos projetados para operadores de SOF são o Programa de Mestrado em Operações Especiais Conjuntas da Universidade Nacional de Defesa e o Currículo de Operações Especiais/Guerra Irregular da Escola de Pós-Graduação Naval. |

## Comandantes
| Nº | Nome                       | Posto              | Mandato                            | Ref.   |
| -- | -------------------------- | ------------------ | ---------------------------------- | ------ |
| 1  | Jason C. Slider            | Major-general      | Junho de 2024 - presente           | [ 7 ]  |
| 2  | Guillaume "Will" Beaurpere | General de brigada | Agosto de 2022 - junho de 2024     | [ 8 ]  |
| 3  | Patrick B. Roberson        | Major-general      | Agosto de 2019 - agosto de 2022    | [ 9 ]  |
| 4  | Kurt L. Sonntag            | Major-general      | Maio de 2017 - agosto de 2019      | [ 10 ] |
| 5  | James B. Linder            | Major-general      | Maio de 2015 - maio de 2017        | [ 11 ] |
| 6  | Eric P. Wendt              | Major-general      | Maio de 2014 - maio de 2015        | [ 12 ] |
| 7  | David G. Fox               | General de brigada | Novembro de 2013 - maio de 2014    | [ 13 ] |
| 8  | Edward M. Reeder Jr.       | Major-general      | Agosto de 2012 - novembro de 2013  | [ 14 ] |
| 9  | Bennet S. Sacolick         | Major-general      | Agosto de 2010 - agosto de 2012    | [ 15 ] |
| 10 | Thomas R. Csrnko           | Major-general      | Junho de 2008 - agosto de 2010     | [ 16 ] |
| 11 | James W. Parker            | Major-general      | Junho de 2004 - junho de 2008      | [ 17 ] |
| 12 | Geoffrey C. Lambert        | Major-general      | Julho de 2003 - junho de 2004      | [ 18 ] |
| 13 | William G. Boykin          | Major-general      | Março de 2000 - julho de 2003      | [ 19 ] |
| 14 | Kenneth Bowra              | Major-general      | Março de 1998 - março de 2000      | [ 20 ] |
| 15 | William P. Tangney         | Major-general      | Maio de 1996 - março de 1998       | [ 21 ] |
| 16 | William F. Garrison        | Major-general      | Agosto de 1994 - maio de 1996      | [ 22 ] |
| 17 | Sidney Shachnow            | Major-general      | Julho de 1992 - agosto de 1994     | [ 23 ] |
| 18 | David J. Baratto           | Major-general      | Junho de 1988 - julho de 1992      |        |
| 19 | James A. Guest             | Major-general      | Agosto de 1985 - junho de 1988     |        |
| 20 | Robert D. Wiegand          | Major-general      | Dezembro de 1983 - 1985            |        |
| 21 | Joseph C. Lutz             | Major-general      | 1980 - 1982                        |        |
| 22 | Jack V. Mackmull           | Tenente-general    | 1977 - 1980                        |        |
| 23 | Robert C. Kingston         | General            | 1975 - 1977                        |        |
| 24 | Michael D. Healy           | Major-general      | Março de 1973 - 1975               | [ 24 ] |
| 25 | Henry E. Emerson           | Tenente-general    | Janeiro de 1971 - março de 1973    |        |
| 26 | Edward M. Flanagan Jr.     | Tenente-general    | Setembro de 1968 - janeiro de 1971 |        |
| 27 | Albert E. Milloy           | Major-general      | 1966 - 1968                        | [ 25 ] |
| 28 | Joseph Warren Stilwell Jr. | General de brigada | 1965 - 1966                        | [ 26 ] |
| 29 | William P. Yarborough      | Tenente-general    | Janeiro de 1961 - 1965             |        |
| 30 | George M. Jones            | General de brigada | 1958 a janeiro de 1961             |        |
| 31 | William J. Mullen Jr.      | Coronel            | Abril de 1956 a 1958               |        |
| 32 | Edson Raff                 | Coronel            | Dezembro de 1954 - abril de 1956   | [ 27 ] |
| 33 | Andrew Thomas McAnsh       | General de brigada | Julho de 1954 - dezembro de 1954   | [ 27 ] |
| 34 | Gordon Singles             | Coronel            | Julho de 1953 - julho de 1954      | [ 27 ] |
| 35 | Charles H. Karlstad        | General de brigada | Maio de 1952 a julho de 1953       | [ 28 ] |